# Porque fue sensible
Pour avoir été sensible
L'eau-forte Porque fue sensible (en français Pour avoir été sensible) est une gravure de la série Los caprichos du peintre espagnol Francisco de Goya. Elle porte le numéro 32 dans la série des 80 gravures. Elle a été publiée en 1799.

## Interprétations de la gravure
Il existe divers manuscrits contemporains qui expliquent les planches des Caprichos. Celui qui se trouve au Musée du Prado est considéré comme un autographe de Goya, mais semble plutôt chercher à dissimuler et à trouver un sens moralisateur qui masque le sens plus risqué pour l'auteur. Deux autres, celui qui appartient à Ayala et celui qui se trouve à la Bibliothèque nationale, soulignent la signification plus décapante des planches.
- Explication de cette gravure dans le manuscrit du Musée du Prado :
Como ha de ser! Este mundo tiene sus altos y bajos. La vida que ella traía no podía parar en otra cosa.
(Comment cela peut être ! Ce monde a ses hauts et ses bas. La vie qu'elle menait, ne pouvait finir autrement)[3].

- Manuscrit de Ayala :
La mujer de Castillo. Las muchachas incautas vienen a parar y parir a una prisión por demasiada sensibilidad.
(La femme de Castille. Les filles imprudentes sont arrêtées et viennent accoucher dans une prison à cause d'une trop grande sensibilité)[3].

- Manuscrit de la Bibliothèque nationale :
Las pobres mozas incautas van a las cárceles después de quedar preñadas por una natural sensibilidad (La mujer de Castillo.)
(Les pauvres filles imprudentes vont dans les prisons après être tombées enceintes à cause d'une sensibilité naturelle (La femme de Castille))[3].

## Technique de la gravure

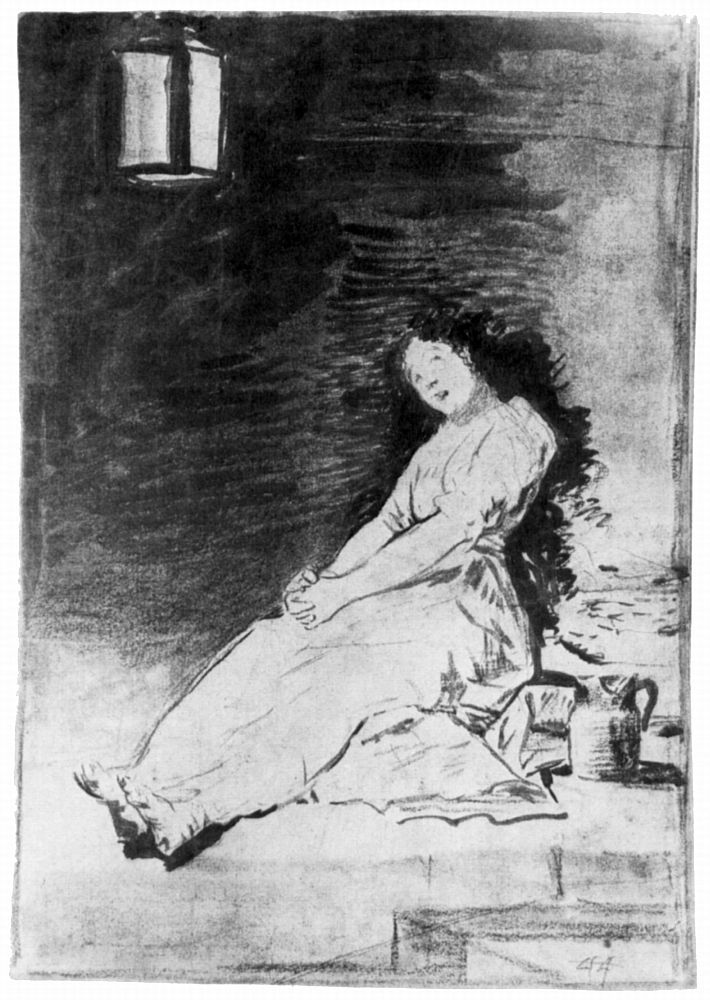
Dessin préparatoire.

L'estampe mesure 215 × 151 mm sur une feuille de papier de 306 × 201 mm. Goya a utilisé l'aquatinte.
Le dessin préparatoire est à la sanguine et à l'encre rouge. Dans le coin inférieur droit est écrit au crayon un « 44 » barré. Le dessin préparatoire mesure 187 × 129 mm.

## Catalogue
- Numéro de catalogue G02119 au Musée du Prado.
- Numéro de catalogue du dessin préparatoire D03955 au Musée du Prado.